# كيشا شارب
كيشا شارب (بالإنجليزية: Keesha Sharp)‏ هي ممثلة أمريكية، ولدت في 9 يونيو 1973 ببروكلين في الولايات المتحدة.

## أعمال

### مسلسلات
- السلاح القاتل
- كولد كيس

## وصلات خارجية
- كيشا شارب على موقع IMDb (الإنجليزية)
- كيشا شارب على موقع ألو سيني (الفرنسية)
- كيشا شارب على موقع أول موفي (الإنجليزية)
- كيشا شارب على موقع قاعدة بيانات الفيلم (الإنجليزية)
- كيشا شارب على موقع كينوبويسك (الروسية)